# Auzits
Auzits település Franciaországban, Aveyron megyében. Lakosainak száma 813 fő (2022. január 1.). Auzits Aubin, Bournazel, Cransac, Escandolières, Firmi, Lugan, Saint-Christophe-Vallon és Conques-en-Rouergue községekkel határos.

## Népesség
A település népessége az elmúlt években az alábbi módon változott:
| Lakosok száma | 1128 | 932  | 803  | 902  | 859  | 860  | 846  | 824  | 817  | 813  |
|               | 1968 | 1982 | 1990 | 2006 | 2013 | 2015 | 2017 | 2019 | 2020 | 2022 |